# أندريه زولتان
أندريه زولتان هو لاعب رماية بلجيكي، ولد في 2 يناير 1945 في أوكَل في بلجيكا.

## وصلات خارجية
- أندريه زولتان على موقع أوليمبيديا (الإنجليزية)